# Interplanetary Monitoring Platform
Interplanetary Monitoring Platform (IMP) foi um programa gerenciado pelo Centro de Voos Espaciais Goddard, como parte do Programa Explorer, com o objetivo principal de investigar o plasma e os campos magnéticos no ambiente interplanetátio. O lançamento de sondas em óbita da Terra e de outros planetas permitiu o estudo das relações espacias e temporais de fenômenos geofísicos e interplanetários de maneira simultânea por um grande conjunto de satélites da NASA.

## Satélites
| Data de lançamento                | Local de lançamento   | Satélite            | Massa no lançamento | Data de reentrada      | Notas                                 |
| --------------------------------- | --------------------- | ------------------- | ------------------- | ---------------------- | ------------------------------------- |
| 27 de novembro de 1963, 02:30 UTC | Cabo Canaveral LC-17B | Explorer 18 (IMP A) | 138 kg              | 30 de dezembro de 1965 |                                       |
| 4 de outubro de 1964, 03:45 UTC   | Cabo Canaveral LC-17A | Explorer 21 (IMP B) | 138 kg              | 1 de janeiro de 1966   |                                       |
| 29 de maio de 1965, 12:00 UTC     | Cabo Canaveral LC-17B | Explorer 28 (IMP C) | 128 kg              | 4 de julho de 1968     |                                       |
| 1 de julho de 1966, 16:02 UTC     | Cabo Canaveral LC-17A | Explorer 33 (IMP D) | 212 kg              | Em órbita              |                                       |
| 24 de maio de 1967, 14:05 UTC     | Vandenberg SLC-2E     | Explorer 34 (IMP D) | 163 kg              | 3 de maio de 1969      |                                       |
| 19 de julho de 1967, 14:19 UTC    | Cabo Canaveral LC-17B | Explorer 35 (IMP E) | 104 kg              | 24 de junho de 1973    | Posicionado em órbita selenocêntrica. |
| 21 de junho de 1969, 08:47 UTC    | Vandenberg SLC-2W     | Explorer 41 (IMP G) | 175 kg              | 23 de dezembro de 1972 |                                       |
| 13 de março de 1971, 16:15 UTC    | Cabo Canaveral LC-17A | Explorer 43 (IMP H) | 635 kg              | 2 de outubro de 1974   |                                       |
| 23 de setembro de 1972, 01:20 UTC | Cabo Canaveral LC-17B | Explorer 47 (IMP I) | 390 kg              | Em órbita              |                                       |
| 26 de outubro de 1973, 02:26 UTC  | Cabo Canaveral LC-17B | Explorer 50 (IMP J) | 410 kg              | Em órbita              | Último dos satélites IMP.             |